# Stanisław Kowalik (psycholog)
Stanisław Zbigniew Kowalik (ur. 1947) – polski psycholog i socjolog, profesor nauk humanistycznych, specjalizuje się w psychologii rehabilitacji i psychologii społecznej, nauczyciel akademicki AWF w Poznaniu oraz SWPS Uniwersytetu Humanistycznospołecznego. Prorektor poznańskiego AWF-u ds. nauki.

## Życiorys
Na Uniwersytecie im. Adama Mickiewicza w Poznaniu ukończył psychologię (1971) i socjologię (1973). Na Wydziale Nauk Społecznych UAM obronił doktorat (1976) i otrzymał habilitację (1988) z psychologii. W ramach tego wydziału był wieloletnim kierownikiem Zakładu Psychologii Społecznej w Instytucie Psychologii. Tytuł naukowy profesora nauk humanistycznych został mu nadany w 1996 roku. Poza UAM był wykładowcą wielu innych uczelni, w tym m.in. Uniwersytetu Kazimierza Wielkiego w Bydgoszczy (Akademii Bydgoskiej).
Od 1996 pracował jako profesor i kierownik w Katedrze Kultury Fizycznej Osób Niepełnosprawnych na Wydziale Wychowania Fizycznego, Sportu i Rehabilitacji poznańskiego AWF-u, a następnie na tych samych stanowiskach w Katedrze Adaptowanej Aktywności Fizycznej tej uczelni.
Jest członkiem Komitetu Rehabilitacji, Kultury Fizycznej i Integracji Społecznej oraz Komitetu Psychologii PAN. Ponadto jest członkiem szeregu komitetów redakcyjnych czasopism naukowych („Czasopismo Psychologiczne”, „Przegląd Psychologiczny”, „Polskie Forum Psychologiczne”, „Postępy Rehabilitacji”, „Aquilla Sociale”, „Physical Movement”).
Został odznaczony m.in. Medalem Komisji Edukacji Narodowej.

## Wybrane publikacje
- Rehabilitacja upośledzonych umysłowo, wyd. 1984, ISBN 83-01-02717-7
- Upośledzenie umysłowe. Teoria i praktyka rehabilitacji, Poznań 1989, ISBN 83-01-09313-7
- Psychospołeczne podstawy rehabilitacji osób niepełnosprawnych, Warszawa 1996, ISBN 83-7060-411-0
- Psychologia rehabilitacji, Warszawa 2007, ISBN 978-83-60501-26-9
- Społeczne konteksty jakości życia (red.), Bydgoszcz 2007, ISBN 978-83-922276-8-7
- Psychologia ucznia i nauczyciela. Podręcznik akademicki (red.), Warszawa 2011, ISBN 978-83-01-16655-7
- Kultura fizyczna dla osób niepełnosprawnych (red.), Poznań 2012, ISBN 978-83-61414-59-9
- Uśpione społeczeństwo. Szkice z psychologii globalizacji, Warszawa 2015, ISBN 978-83-7963-036-3
- ponadto artykuły publikowane w pracach zbiorowych i czasopismach naukowych[6][7][8]